# Evergreen Marine Corporation
Evergreen Marine Corporation (kinesisk: 長榮海運; pinyin: Chǎngróng Hǎiyùn) er et taiwansk containershipping- og containerrederi. De har hovedkvarter i Taoyuan, Taiwan. I alt har de over 150 containerskibe og de udgør et datterselskab til Evergreen Group. Evergreen sejler til 240 havne i 80 lande. 
Selskabet blev etableret 1. september 1968 af Yung-Fa Chang.